# Slowenische Sommer-Meisterschaften im Skispringen 2020

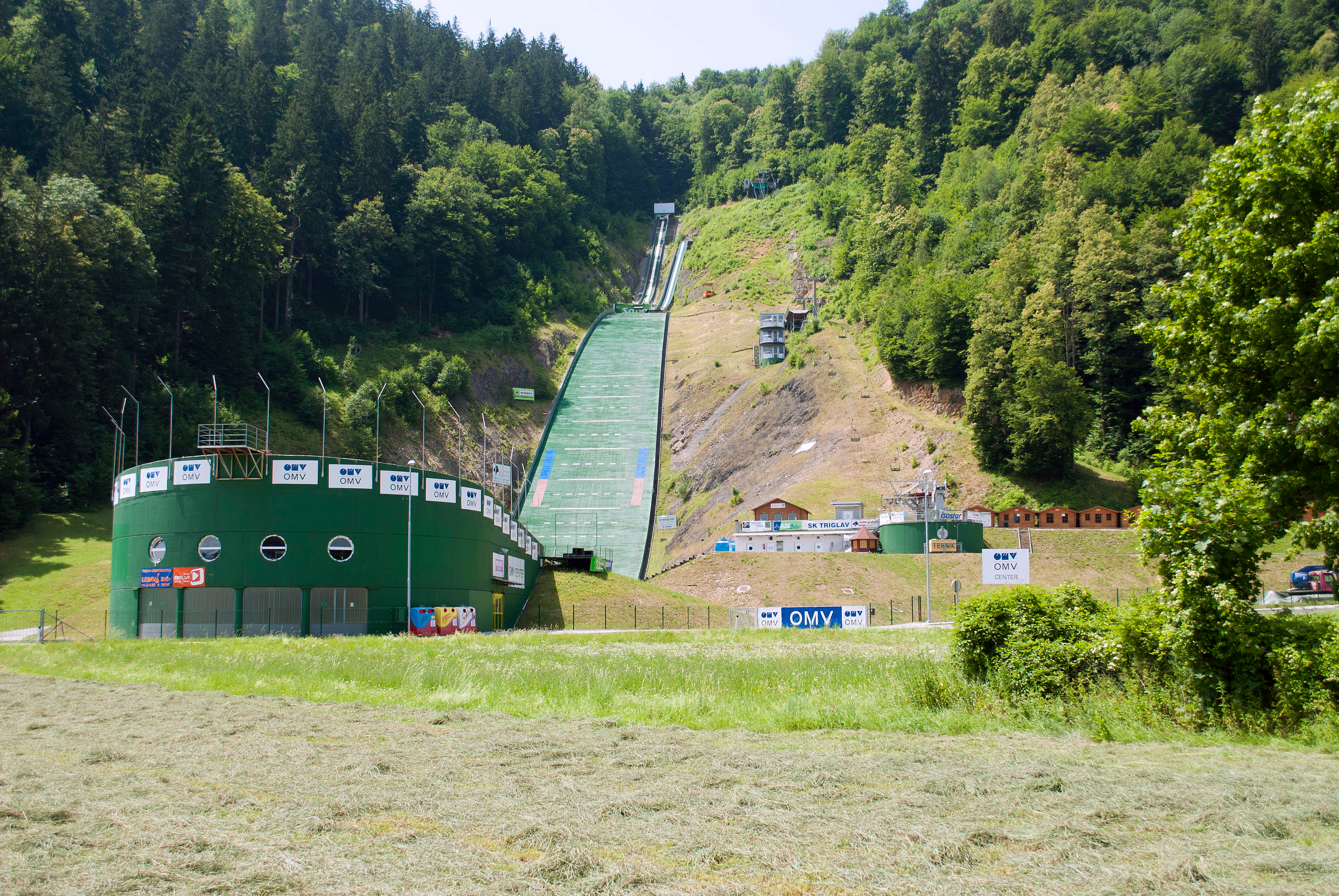
Bauhenk in Kranj

Die slowenischen Sommer-Meisterschaften im Skispringen 2020 fanden am 6. Oktober 2020 in Kranj auf der Normalschanze Bauhenk (K 100 / HS 109) statt. Es wurde je Geschlecht ein Einzelspringen sowie ein Mixed-Team-Wettbewerb ausgetragen. Für die slowenischen Athleten stellten die Meisterschaften die letzten Wettbewerbssprünge auf mit Matten belegten Schanzen im Sommer dar. Sowohl Timi Zajc bei den Männern als auch Ema Klinec bei den Frauen konnten ihre Titel aus dem Vorjahr verteidigen.

## Ergebnisse

### Frauen
Beim Meisterschaftsspringen von der Normalschanze gingen 20 Athletinnen an den Start.
| Platz | Name                    | Verein          | Weite 1 | Weite 2 | Punkte |
| ----- | ----------------------- | --------------- | ------- | ------- | ------ |
| 01.   | Ema Klinec              | SSK Žiri        | 110,5   | 106,0   | 292,1  |
| 02.   | Urša Bogataj            | SSK Ilirija     | 108,5   | 100,5   | 265,9  |
| 03.   | Nika Križnar            | SSK Žiri        | 097,5   | 104,0   | 249,2  |
| 04.   | Katra Komar             | SSK Bohinj      | 101,0   | 095,5   | 247,5  |
| 05.   | Jerneja Brecl           | SSK Mislinja    | 102,5   | 092,5   | 244,9  |
| 06.   | Špela Rogelj            | SSK Ilirija     | 094,5   | 092,5   | 237,9  |
| 07.   | Jerneja Repinc Zupančič | NSK Tržič - FMG | 090,5   | 093,0   | 218,9  |
| 08.   | Nika Prevc              | SK Triglav      | 087,5   | 087,0   | 200,7  |
| 09.   | Maja Vtič               | SD Zabrdje      | 086,5   | 088,5   | 198,5  |
| 10.   | Nika Vetrih             | SSK Velenje     | 077,5   | 090,5   | 178,7  |

### Männer
Beim Meisterschaftsspringen von der Normalschanze gingen 42 Athleten an den Start. Domen Prevc belegte lediglich den 24. Platz.
| Platz | Name             | Verein            | Weite 1 | Weite 2 | Punkte |
| ----- | ---------------- | ----------------- | ------- | ------- | ------ |
| 01.   | Timi Zajc        | SSK Ljubno BTC    | 108,0   | 105,0   | 286,4  |
| 02.   | Rok Justin       | SSD Stol          | 104,5   | 104,0   | 277,8  |
| 03.   | Bor Pavlovčič    | ND Rateče Planica | 103,5   | 110,0   | 273,6  |
| 04.   | Žiga Jelar       | SK Triglav        | 102,0   | 107,0   | 272,2  |
| 05.   | Anže Lanišek     | SSK Mengeš        | 105,5   | 101,0   | 269,8  |
| 06.   | Jan Bombek       | SSK Ljubno BTC    | 102,0   | 101,0   | 268,0  |
| 07.   | Lovro Kos        | SSK Ilirija       | 103,0   | 105,0   | 266,6  |
| 08.   | Peter Prevc      | SK Triglav        | 101,5   | 103,5   | 259,7  |
| 09.   | Tjaš Grilc       | SSD Stol          | 099,0   | 099,5   | 253,0  |
| 10.   | Tilen Bartol     | SSK Sam Ihan      | 098,5   | 100,5   | 252,7  |
| 11.   | Cene Prevc       | SK Triglav        | 094,0   | 103,5   | 252,1  |
| 12.   | Rok Masle        | SSK Ilirija       | 099,5   | 098,5   | 251,2  |
| 13.   | Anže Semenič     | NSK Tržič - FMG   | 096,5   | 099,0   | 249,7  |
| 14.   | Jernej Damjan    | SSK Sam Ihan      | 099,5   | 098,0   | 248,5  |
| 15.   | Jernej Presečnik | SSK Ljubno BTC    | 096,0   | 099,5   | 246,2  |

### Mixed-Team
Beim Teamspringen von der Normalschanze gingen fünf Teams an den Start.
| Platz | Team           | Namen                                                      | Punkte                  | Gesamt |
| ----- | -------------- | ---------------------------------------------------------- | ----------------------- | ------ |
| 01.   | SSK Žiri       | Nika Križnar Marcel Stržinar Ema Klinec Rok Oblak          | 238,4 244,0 262,4 241,5 | 986,3  |
| 02.   | SSK Ilirija II | Špela Rogelj Rok Masle Urša Bogataj Lovro Kos              | 213,7 247,6 246,5 273,0 | 980,8  |
| 03.   | SK Triglav     | Katja Markuta Cene Prevc Nika Prevc Peter Prevc            | 135,1 267,7 152,8 270,5 | 826,1  |
| 04.   | SSK Ilirija I  | Ema Volavšek Maksim Bartolj Pia Mazi Matija Vidic          | 148,2 228,8 104,6 229,3 | 710,9  |
| 05.   | SK Zagorje     | Katarina Prinovar Andraž Pograjc Lara Logar Ernest Prišlič | 092,3 226,1 130,7 245,6 | 694,7  |